# Boing (Cile)
Boing è stato un blocco di programmazione cileno, trasmesso dal 7 gennaio 2018 al 29 marzo 2020  su Chilevisión in fascia mattutina per la durata di un'ora. Rivolto principalmente ad un target di bambini e ragazzi ed editato da WarnerMedia Latin America, il programma era la versione locale dell'omonimo canale televisivo italiano.

## Storia
Il blocco era trasmesso su Chilevisión tutte le mattine dei fine settimana per una durata complessiva di un'ora.
La sua programmazione comprendeva delle produzioni di Cartoon Network e Boomerang Latinoamerica, gestito dall'ormai defunta WarnerMedia, che all'epoca era anche posseditrice di Chilevisión.
Il blocco è il successore di un altro programma simile ad esso, Zona Cartoon Network.

## Cartoni trasmessi
- Adventure Time
- Ben 10[1]
- Lo straordinario mondo di Gumball
- Masha e Orso[2]
- The Powerpuff Girls[3]
- The Tom & Jerry Show[4]
- We Bare Bears - Siamo solo orsi

Per celebrare i 25 anni della versione latino-americana di Cartoon Network furono mandate in onda nuove serie animate all'interno del blocco Que no pare la fiesta in aprile quali:
- Clarence
- Regular Show
- Steven Universe
- Uncle Grandpa
- Leone il cane fifone
- Il laboratorio di Dexter
- Johnny Bravo
- Io sono Donato Fidato
- Generator Rex
- La squadra del tempo
- What a Cartoon!
- Samurai Jack
- Nome in codice: Kommando Nuovi Diavoli
- The Secret Saturdays
- Sym-Bionic Titan
- Gli amici immaginari di casa Foster
- Megas XLR
- Hi Hi Puffy AmiYumi
- Mike, Lu & Og
- Squirrel Boy
- Quella scimmia del mio amico
- Mucca e Pollo